# Sender Stolp
Der Sender Stolp war eine am 1. Dezember 1938 in Betrieb genommene Rundfunksendeanlage in Rathsdamnitz bei Stolp in der Provinz Pommern. 
Die Anlage diente nicht nur unmittelbar der Rundfunkversorgung, sondern auch der Klärung der Frage, ob mit einer ausgedehnten Flächenantenne eine gute Schwundminderung und durch geeignete Speisung der Antennen beliebige schwundmindernde Richtdiagramme erzeugt werden können. Die Antennenanlage sollte im Endausbau aus zehn Antennen, die auf einem Kreis mit einem Durchmesser von einem Kilometer angeordnet waren, und einen Mittelstrahler bestehen. Zum Zeitpunkt der Betriebsaufnahme war nur der Mittelstrahler fertiggestellt. Er bestand aus einem vertikalen Draht, welcher in einem 50 Meter hohen freistehenden, dreibeinigen Holzfachwerkturm aufgehängt war. Bis Juli 1939 wurden sechs weitere 50 Meter hohe freistehende, dreibeinige Holzfachwerktürme mit Drahtantennen auf einem Kreis mit 150 Meter Durchmesser um den Mittelstrahler herum aufgebaut. Die Speisung der Antennen erfolgte über ein Erdkabel, welches vom Sendergebäude, das sich in einem Abstand von 180 Metern vom Mittelstrahler entfernt befand, zum Mittelturm lief, wo sich der Verteiler für die Sendeenergie befand. Die Leitungen vom Mittelturm zu den Außentürmen waren als Eindrahtleitungen auf 4 Meter hohen Holzmasten ausgeführt. 1940 wurde südlich des Sendegebäudes ein 50 Meter hoher selbststrahlender Rundstahlmast von Jucho errichtet.
Die Anlage befand sich trotz ihres Namens nicht in Stolp selbst, sondern an der Hermannstraße am Stadtrand des südöstlichen Nachbarortes Rathsdamnitz.
Die Anlage überstand – entgegen manch anders lautenden Behauptungen – den Zweiten Weltkrieg unversehrt und wurde in der unmittelbaren Nachkriegszeit als Sendestation als Radio Wolga bekannten russischen Soldatensender genutzt. Die Baulichkeiten der Anlage wurden 1955 abgerissen, nachdem schon einige Jahre zuvor die technischen Einrichtungen demontiert worden waren.
Die heutige Nutzung des einstigen Senderareals ist unbekannt.